# Halifax f.p.
Halifax f.p. was een Australische
politiedrama televisieserie
die door Nine Network geproduceerd werd van 1994 tot 2001.
In totaal werden 21 episodes van 100 minuten gemaakt.
De serie is uitgezonden in meer dan 60 landen.

## Beschrijving
Halifax f.p. werd geschreven rond actrice Rebecca Gibney die het
hoofdpersonage Dr. Jane Halifax speelt. Zij speelt een
forensisch psychiater in Melbourne
die de mentale toestand van verdachten en slachtoffers van misdaden
onderzoekt. Hiervan komt ook de titel van de serie. De afkorting
f.p. staat voor forensic psychiatric.

## Afleveringen

### Seizoen 1 (1994)
- 1.1: Acts of Betrayal
- 1.2: Words Without Music
- 1.3: The Feeding
- 1.4: My Lovely Girl (met actrice Radha Mitchell)
- 1.5: Hard Corps
- 1.6: Lies of the Mind

### Seizoen 2 (1995)
- 2.1: Without Consent
- 2.2: Cradle and All
- 2.3: Sweet Dreams

### Seizoen 3 (1996)
- 3.1: Déjà Vu
- 3.2: Isn't It Romantic
- 3.3: Afraid of the Dark

### Seizoen 4 (1997)
- 4.1: Someone You Know
- 4.2: Swimming with Sharks
- 4.3: A Murder of Crows

### Seizoen 5 (2000)
- 5.1: A Person of Interest
- 5.2: The Spider and the Fly
- 5.3: A Hate Worse Than Death

### Seizoen 6 (2001)
- 6.1: The Scorpion's Kiss
- 6.2: Playing God
- 6.3: Takes Two